# École alternative Jonathan
 (mars 2025).
Fondée en 1974, l’école Jonathan est la première école alternative publique à voir le jour au Québec. Elle est située dans l'arrondissement Saint-Laurent, à Montréal.

## Historique
C'est dans une perspective de démocratisation du système scolaire, de respect des différences individuelles et collectives et d'une plus grande participation des parents à la gestion des institutions scolaires, tel que le recommandait le Rapport Faure (UNESCO 1972), qu'il faut situer la naissance du «projet Jonathan» au début des années 1970.
À l’origine, les parents et les professionnels initiateurs du projet souhaitent se donner une école publique différente à l’intérieur de leur commission scolaire.  Ils visent à créer un milieu de vie communautaire au sein duquel l’école et le milieu familial sont vécus en continuité, un milieu où les parents participent activement comme coéducateurs et coadministrateurs.  
En 1974, les fondateurs de l’école Jonathan, Denise Gaudet et Charles E. Caouette, présentent leur projet d’école alternative aux parents et aux autorités de la Commission scolaire Sainte-Croix.  Élaboré et implanté conjointement avec les départements d’éducation et de psychologie de l’Université de Montréal, le projet bénéficie d’une subvention de recherche d’une durée de six ans, soit la durée normale d’un cours primaire.  Après la mise sur pied du premier comité de gestion, l’école ouvre ses portes le 3 septembre 1974 à Saint-Laurent, ville qui est maintenant devenue un arrondissement de Montréal.  
Le nom de l'école s’inspire du livre de Richard Bach, Jonathan Livingston le Goéland, publié en 1973.  L’auteur y écrit en page 34: «désormais, nous avons une raison de vivre: apprendre, découvrir, être libres».

## Principes directeurs à l’origine de l'école
Le projet pédagogique, tel qu’élaboré en 1974, se fondait sur trois objectifs qui demeurent encore aujourd’hui:

### Offrir une école alternative publique
L'école Jonathan offre, dans le réseau des écoles publiques québécoises, une alternative à la pédagogie des écoles régulières.  Elle permet à des parents de choisir un milieu qui correspond à leurs valeurs et à leur conception de l'éducation. Elle est accessible à une clientèle régulière.  Elle dessert principalement le territoire du Centre de services scolaire Marguerite-Bourgeoys et elle peut accueillir, après entente, les enfants d'autres territoires lorsque des places sont disponibles. L’école est constituée légalement; elle dispose de son propre conseil d’établissement et possède ses propres locaux. 

### Favoriser le développement intégral de l’enfant
L'école Jonathan est centrée sur le développement de l'ensemble des ressources personnelles de l'enfant.  Elle respecte son rythme et son style d'apprentissage.  Elle lui permet de vivre pleinement sa vie d’enfant tout en l’accompagnant dans son développement affectif et intellectuel.  Le milieu s’adapte à l’enfant et non pas le contraire; il y apprend à s’exprimer et à développer son sens du défi et son autonomie.

### Faire de l’école une entreprise communautaire
La dimension communautaire est fondamentale à l’école Jonathan.  La participation et l'engagement des parents favorisent la continuité et le lien entre l'éducation à la maison et le vécu de l'école.  Les parents et les éducatrices constituent et gèrent les différents comités de l’école; ils mettent en commun leurs efforts au profit de la collectivité.  L’école évolue et s’adapte en fonction des personnes qui la composent.

## Sources